# 14031 Rozyo
14031 Rozyo este un asteroid din centura principală de asteroizi.

## Descriere
14031 Rozyo este un asteroid din centura principală de asteroizi. A fost descoperit pe 26 noiembrie 1994 la Kitami de Kin Endate și Kazuro Watanabe. Asteroidul prezintă o orbită caracterizată de o semiaxă mare de 2,59 ua, o excentricitate de 0,20 și o înclinație de 14,0° în raport cu ecliptica.